# Pierre Pinon
Pierre Pinon (Charenton-le-Pont, 27 de julio de 1945-7 de marzo de 2021) fue un arquitecto e historiador francés especialista en historia de la arquitectura, de la ciudad y del paisaje.

## Biografía
Pierre Pinon nació en Charenton-le Pont, una localidad francesa en el departamento de Valle del Marne. Se formó como arquitecto, además de doctorarse en Arqueología e Historia, y completó su formación con una estancia en la Academia francesa en Roma.
Impartió clases de arquitectura en la École d’architecture de Paris-La Défense y desde el cierre de esta en 1997 hasta su jubilación en 2013 en la École nationale supérieure d'architecture de Paris-Belleville (ENSA Paris-Belleville), formando parte en calidad de asociado del Instituto Nacional de Historia del Arte (INHA) de París. Ocupó la dirección de investigación en el Centro Nacional para la Investigación Científica (CNRS) y fue miembro cofundador de la Asociación Francesa de Historiadores de la Arquitectura (AFHA), que presidió en 2005. Participó en otras muchas instituciones como la Comission du Vieux-Paris, la Société Française d'Histoire Urbaine,  el Institut Parisien de Recherche Architecture, Urbanistique et Société (Iprahus) o la Academia de Arquitectura En 2008 recibió el título de Caballero de la Orden de las Artes y las Letras y en 2013 la ENSA Paris-Belleville le honró nombrándolo profesor honorario.
Fue autor de numerosos libros sobre historia del desarrollo urbano, en especial de los siglos XVIII y XIX, arqueología y arquitectura. Entre sus obras destacan Forme et déformation des objets architecturaux et urbains (Broché, 2006) traducido al español y publicado por la editorial Reverte en 2008 como Forma y deformación de los objetos arquitectónicos y urbanos; Paris détruit: Du vandalisme architectural aux grandes opérations d'urbanisme (Parigramme, 2011) y Atlas historique des rues de Paris (Parigramme, 2016), entre otros muchos.